# Kapelle Bürgle (Dornbirn)

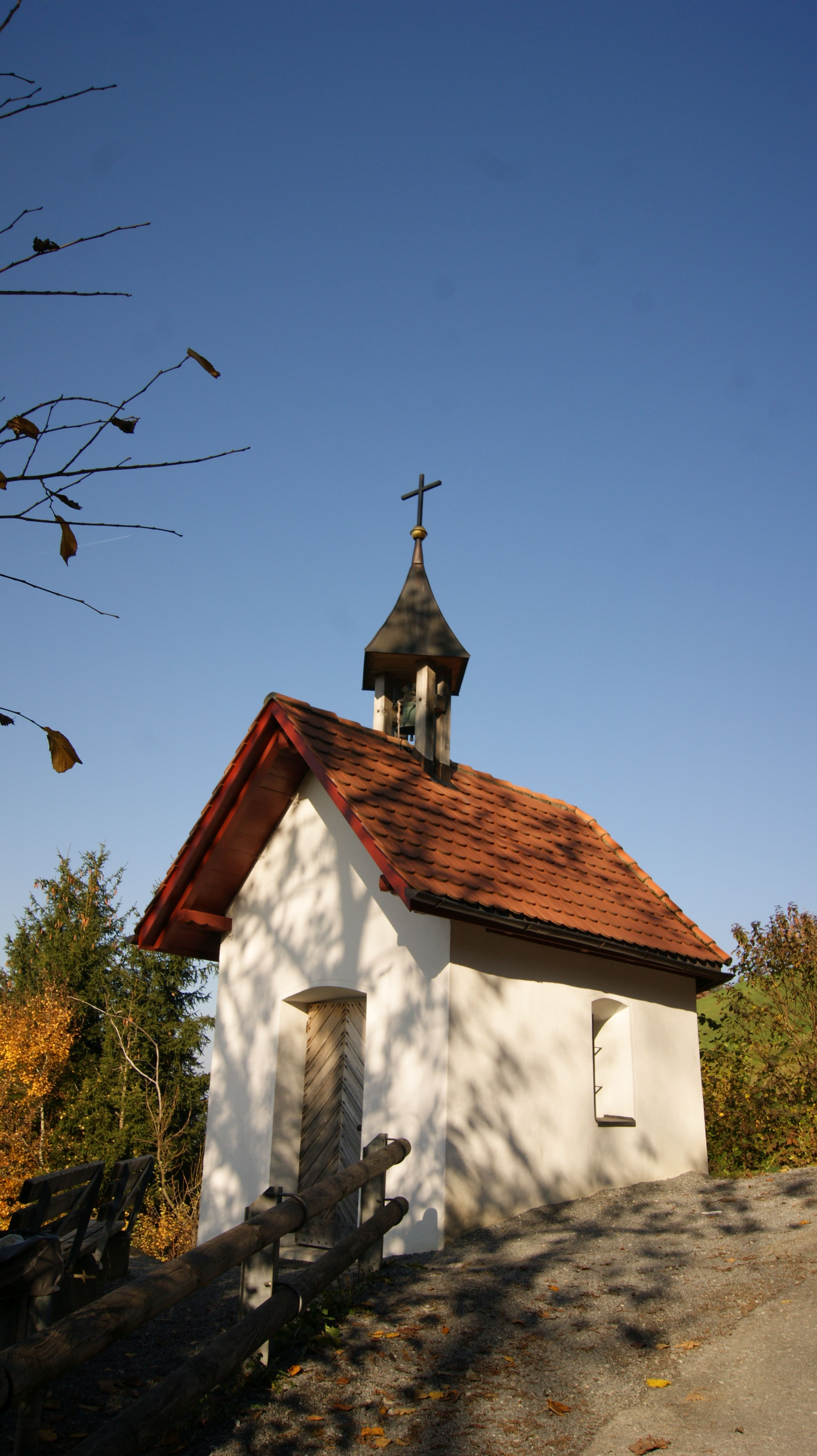
Kapelle am Bürgle

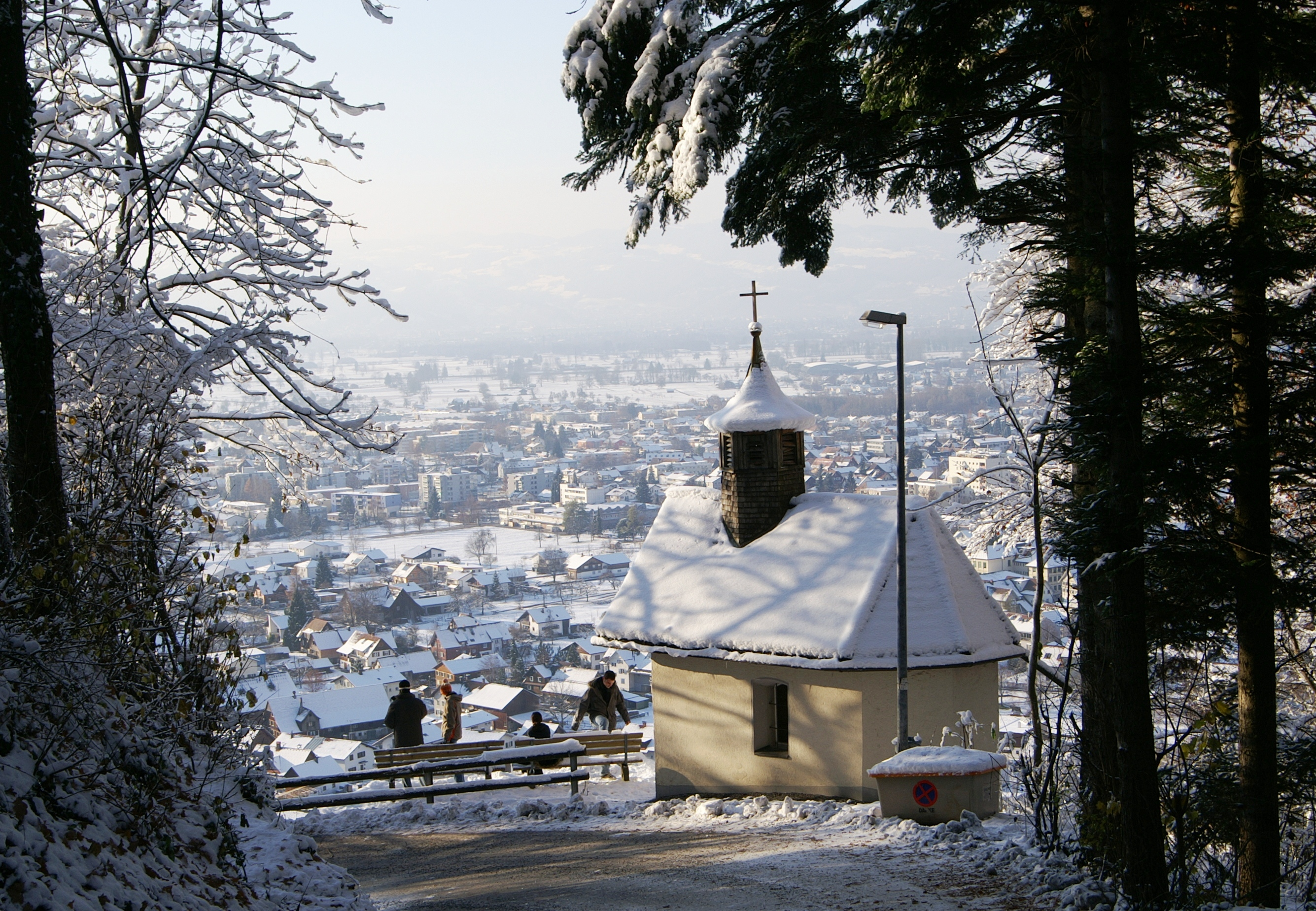
Kapelle im Winter 2007 und vor der Generalrenovierung 2009

Diese römisch-katholische Kapelle am Bürgle (auch: „Bürgler Kappele“) steht im Ortsteil Bürgle der Gemeinde Dornbirn im Hatlerdorf in Vorarlberg. Sie wird seelsorgerisch von der Pfarre der Pfarrkirche zum hl. Sebastian betreut. Die Kapelle gehört damit zum Dekanat Dornbirn in der Diözese Feldkirch.

## Geschichte
Die Kapelle wurde um 1880 von den Bewohnern des Bürgle und des oberen Mühlebachs anstelle eines älteren, in der Nähe befindlichen Bildstocks, erbaut (siehe Inschrift in der Kapelle). Gemäß der Chronik der Pfarre Hatlerdorf sei die Bevölkerung von Dornbirn während der Pestzeit im Jahre 1628 dorthin gepilgert.
Die Kapelle wurde in den Jahren 1966, 1976, 1998 und 2009 jeweils durch Freiwillige saniert.

## Kirchenbau

### Lage
Das Bauwerk (543 m ü. A.) ist vom Ortszentrum von Dornbirn etwa 2 km Luftlinie entfernt. Der Kirchenbau auf dem Weg zum Ortsteil Bürgle in der Parzelle „Rank“ trägt keine Hausnummer.

### Bauwerk
Die eingeschoßige Kapelle ist ein nach allen Seiten freistehender sehr einfacher Steinbau mit etwa 4 m Giebelhöhe (Gesamthöhe mit Glockendachreiter etwa 6 m). Die Kapelle nimmt eine Fläche von rund 6 m² ein. Es handelt sich um einen Bau mit rechteckiger Grundform und Südwest/Nordost-Ausrichtung. Es sind Bettstühle für vier Personen vorhanden.
Die schlichte Türe und der viereckige, gedrungene, allseits offene Glockendachreiter (sichtbare Glocke) mit geschwungener Spitzhaube auf dem Satteldach befindet sich südwestlich. Die Glocke wurde von der Fa. Glockengießerei Grassmayr in Feldkirch 1884 gegossen.
Das Satteldach ist mit Biberschwanzdachziegeln gedeckt und der Glockendachreiter mit Kupferblech eingeschlagen. Der Bau selbst ist weitgehend weiß verputzt.
Der Betraum und Altarraum sind voneinander nicht abgegrenzt.

## Ausstattung

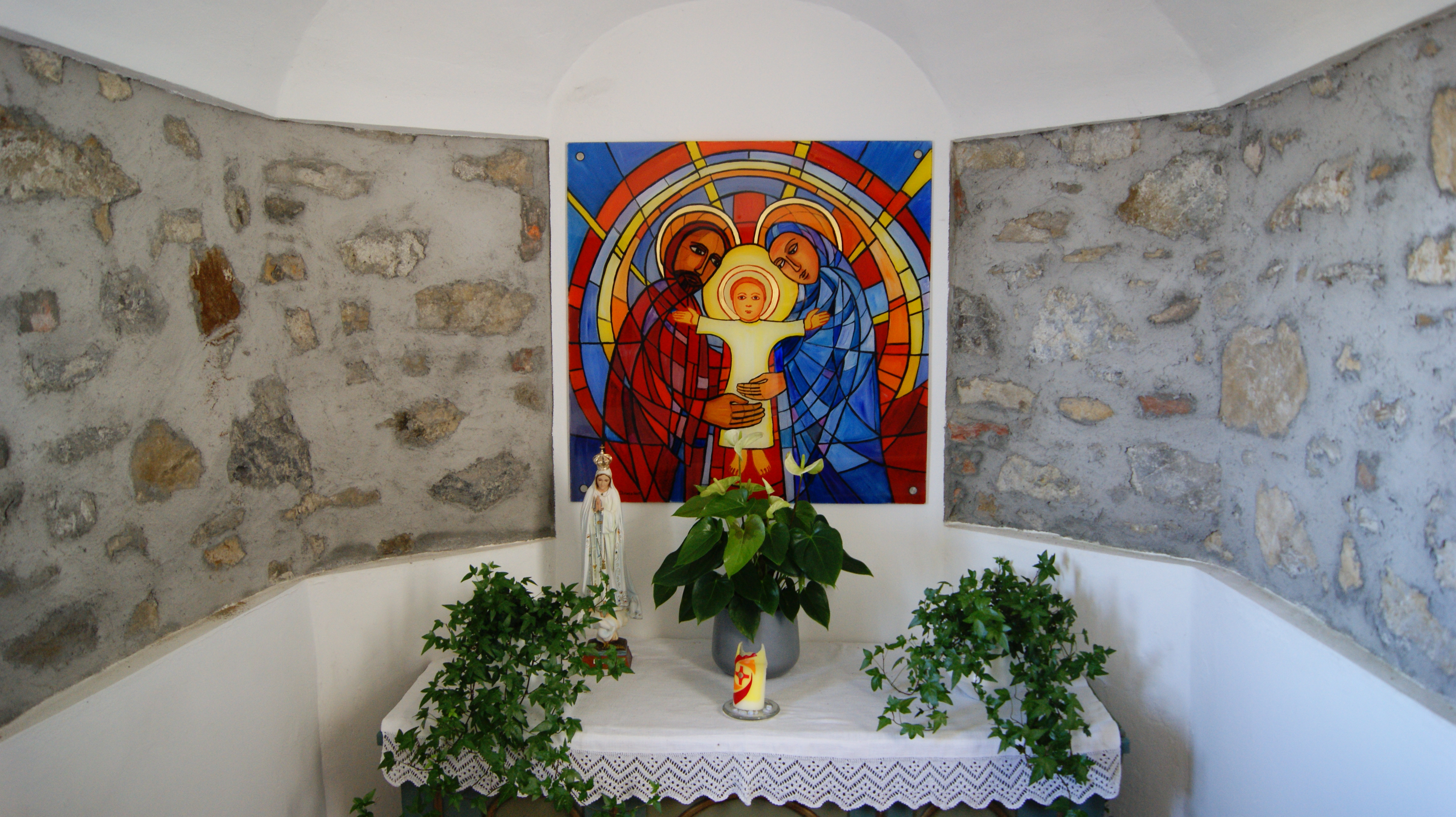
Altarbild

Die Einrichtung ist schlicht gehalten mit einem Gemälde der Heiligen Familie.
Die zwei Betbänke sind aus lackiertem Tannenholz und nicht mit Schnitzereien verziert.